# Robert Kiyosaki
Robert T. Kiyosaki, född 8 april 1947, är en amerikansk företagare, författare och talare inom självhjälp-genren. Mest känd är Kiyosaki för hans självhjälpböcker i Rich Dad, Poor Dad-serien och därtill hörande material. Fram till och med år 2006 hade han skrivit 18 böcker, vilka tillsammans hade sålt i över 26 miljoner exemplar. Flera av hans böcker finns översatta från engelska till svenska.

## Biografi
Robert Kiyosaki föddes och växte upp i staden Hilo på Hawaii. Hans far var Ralph Kiyosaki, som innehade en hög chefspost inom Hawaiis delstatliga skoladministration och vid ett tillfälle ställde upp i val som republikansk viceguvernörkandidat.
Efter militärtjänstgöring i Vietnam inom amerikanska marinkåren anställdes Kiyosaki 1974 som säljare hos företaget Xerox. År 1979 grundade Kiyosaki och hans bror Jon företaget Rippers, vars affärsidé var att tillverka speciella plånböcker lämpade för surfare. Vid mitten av 1980-talet fick företaget problem till följd av konkurrenter i Asien som kopierade företagets produkter och inte betalade någon royaltyersättning. Vid denna tidpunkt flyttade Kiyosaki och hans hustru Kim Kiyosaki till USA:s fastland och drev där företaget Accelerated Learning Inc., vars verksamhet utgjordes av undervisning inom entreprenörskap. Robert Kiyosaki var även involverad i ett kontroversiellt företag kallat Excellerated Business Schools, som Kiyosaki tillsammans med en kompanjon drev sedan 1984. Kiyosaki lämnade verksamheten år 1994 efter att organisationen fått utstå negativ publicitet i australiska medier.
Robert och Kim Kiyosaki genomförde även fastighetsaffärer, först i delstaten Oregon och senare i Arizona, där paret var bosatta 2003.

## Rich Dad, Poor Dadoch spinoffer
Robert Kiyosaki fick sitt stora genombrott som författare med självhjälpsboken Rich Dad, Poor Dad, en bok som har befunnit sig på New York Times Best Seller List under fem års tid och har sålt i över 11 miljoner exemplar. Boken är medförfattad av Sharon L. Lechter, som även är medförfattare till flera av Kiyosakis senare böcker. I boken berättar Kiyosaki om vad han lärde sig av bokens "Rich Dad" (på svenska: "rika pappa"), enligt Kiyosaki en barndomsväns far som kom att bli Kiyosakis privatekonomiska mentor. Kiyosakis egen biologiska far (bokens "Poor Dad") var enligt Kiyosaki högutbildad och hade en lyckad karriär, men han kom ändå att privatekonomiskt misslyckas medan "rika pappa", som saknade högre formell utbildning, blev mycket rik. I boken berättar Kiyosaki hur han efter hand kom att förkasta sin biologiska fars perspektiv på privatekonomi till förmån för mentorns synsätt.
Denna första bok i Rich Dad, Poor Dad-serien utgav Kiyosaki själv år 1994 för att senare ge ut denna och efterföljande titlar genom förlaget Warner Books.
År 2000 medverkade Kiyosaki i talkshowen The Oprah Winfrey Show för att berätta om sitt liv och boken.

### Brädspel
Efter att Rich Dad, Poor Dad blivit en försäljningsmässig framgång utvecklade Kiyosaki ett antal brädspel, vilka går under det gemensamma namnet Cashflow och är kopplade till innehållet i bokserien.

### Boksamarbete med Donald Trump
Förutom Rich Dad, Poor Dad-serien skrev Kiyosaki år 2006 en bok med titeln Why We Want You To Be Rich tillsammans med Donald Trump.